# John Burton Cleland
Sir John Burton Cleland (Adelaide, 22 de junho de 1878 - Adelaide, 11 de agosto de 1971) foi um renomado naturalista, microbiologista, micologista e ornitólogo australiano. Ele foi professor de Patologia da Universidade de Adelaide e foi consultor em inquéritos policiais de alta repercussão, como o famoso Caso Taman Shud de 1948.